# Stile rodiese
Lo stile rodiese o rodio è uno stile letterario della letteratura latina, caratterizzato da una prosa più temperata rispetto all'asianesimo, ma priva dell'asciuttezza dell'atticismo. Massimo esponente di questo stile fu Marco Tullio Cicerone.

## Storia
Attaccato da oratori "atticisti", come Licinio Calvo e Marco Giunio Bruto, i quali lo accusavano di volgersi ad uno stile asiano, Cicerone rispose con una serie di opere retoriche, nelle quali chiariva la sua posizione, presentando il dibattito dal suo specifico punto di vista: Brutus, Orator, De optimo genere oratorum.
In queste opere Cicerone attacca sia atticisti che asiani, teorizzando la "posizione rodiese". Egli chiama così lo stile della scuola di retorica di Apollonio Molone da lui stesso frequentata nell'isola di Rodi, durante il suo soggiorno in Grecia e Asia Minore fra il 79 e il 77 a.C. In seguito a tale insegnamento, si sarebbe spogliato della sua "frondosità giovanile" (iuvenilis redundantia) - che lo portava ad un'oratoria imparentabile con quella degli asiani - per volgersi alla vera oratoria della "scuola rodiese".

## Caratteristiche
Il vero oratore, infatti, non è l'atticista che punta ad uno stile scarno e privo di forza, né l'asiano che esagera nel patetismo e nell'ampollosità. È invece colui che sa usare bene tutti e tre i diversi livelli stilistici, mescolandoli nella loro varietà anche all'interno di una stessa orazione, a seconda che occorra spiegare, dilettare o commuovere il pubblico con forti emozioni. 
Questa triplice varietà è stata quella che ha saputo usare il più perfetto degli oratori attici, che però gli atticisti tendono a mettere in disparte: Demostene. Ne consegue che la vera oratoria è quella che guarda a Demostene e alla sua compiuta padronanza di registri, cioè quella della "scuola rodiese", cioè quella di Cicerone stesso. 
Quintiliano definirà questo stile una via di mezzo fra asianesimo ed atticismo, non sovrabbondante come il primo, né troppo stringato come il secondo (Institutio oratoria, XII, 10, 18).